# 쓴쑥 (성경)
쓴쑥(고대 그리스어: Ἄψινθος 아프신토스[*], 영어: wormwood 웜우드[*])은 요한묵시록에 나오는 별 또는 천사다.
쓴쑥은 히브리어 성경에 일곱 번 언급되는데, 모두 쓴 맛(bitterness)과 결부된다.

## 구약
구약에서 "쓴쑥"이라는 말은 히브리어 라아나흐(히브리어: לענה, la'anah)의 번역어이다. 이는 식물의 이름으로, 고통과 저주에 대한 은유로 여러 차례 사용되었다.
 그러므로 만군의 여호와 이스라엘의 하나님께서 이와 같이 말씀하시니라 보라 내가 그들 곧 이 백성에게 쑥을 먹이며 독한 물을 마시게 하고
— 예레미야 9장 15절 (개역한글판)

## 신약
신약에서 쓴쑥이 언급되는 곳은 단 한 구절이다.
  Καὶ ὁ τρίτος ἄγγελος ἐσάλπισε, καὶ ἔπεσεν ἐκ τοῦ οὐρανοῦ ἀστὴρ μέγας καιόμενος ὡς λαμπάς, καὶ ἔπεσεν ἐπὶ τὸ τρίτον τῶν ποταμῶν καὶ ἐπὶ τὰς πηγὰς τῶν ὑδάτων. καὶ τὸ ὄνομα τοῦ ἀστέρος λέγεται ὁ Ἄψινθος. καὶ ἐγένετο τὸ τρίτον τῶν ὑδάτων εἰς ἄψινθον, καὶ πολλοὶ τῶν ἀνθρώπων ἀπέθανον ἐκ τῶν ὑδάτων, ὅτι ἐπικράνθησαν.
셋째 천사가 나팔을 부니 횃불 같이 타는 큰 별이 하늘에서 떨어져 강들의 삼분의 일과 여러 물샘에 떨어지니 이 별 이름은 쑥이라 물들의 삼분의 일이 쑥이 되매 그 물들이 쓰게 됨을 인하여 많은 사람이 죽더라.
— 요한묵시록 8장 10-11절 (번역은 개역한글판)

그리스어 단어 아프신티온(ἀψίνθιον)은 쑥속 식물의 총칭으로 추정된다. 물이 쑥이 되었다는 것은 물이 쓴 맛으로 변했다고 비유적으로 표현한 것이다.